# Силантьев, Денис Олегович
Дени́с Оле́гович Сила́нтьев (укр. Денис Олегович Силантьєв; род. 3 октября 1976, Запорожье) — украинский пловец, серебряный призёр Олимпиады в Сиднее (2000), чемпион мира (1998), чемпион Европы (2001, 2004), четырёхкратный обладатель Кубка мира по плаванию, участник четырёх олимпиад, трёхкратный победитель турнира «Mare Nostrum», заслуженный мастер спорта (1997). Общественный деятель, народный депутат Украины VIII созыва от Радикальной партии Олега Ляшко.

## Биография
Рост — 185 см, вес — 78 кг.
Спортом занимается с 1983 года, воспитанник СДЮСШОР «Спартак-ЗИГМУ», ШВСМ.
Первый тренер — Сергей Проняев.
Тренировался под руководством Сергея Гусева. В 2007 году переехал в Киев и занимался у Нины и Александра Кожух.
Получил от журналистов прозвище «Мистер Баттерфляй».

## Спортивные результаты
- Многократный чемпион Украины и Европы.
- 1996 — дебютировал на Олимпийских играх: шестое место на 200 м баттерфляй.
- 1996, 1997, 1998, 1999 — обладатель Кубка мира в номинации «баттерфляй».
- 1998 — стал первым чемпионом мира по плаванию в истории независимой Украины.
- 2000 — серебряный призёр Олимпиады в Сиднее.

Установил 37 рекордов Украины, знаменосец национального флага Украины на открытии Олимпийских игр в Афинах.

## Образование
Окончил Запорожский национальный университет (1998). В 2001 году там же защитил кандидатскую диссертацию по теме «Коррекция физического развития слабовидящих детей средствами плавания».
Закончил карьеру пловца вместе с Яной Клочковой в 2009 году в олимпийском бассейне «Акварена» в Харькове на улице Клочковской, во время первого этапа Кубка Украины по плаванию

## Фонд
В 2008 году основал «Фонд поддержки молодёжного и олимпийского плавания».
Главная цель Фонда — создание экономических, правовых и социальных условий для формирования жизненно необходимых навыков плавания, прежде всего у детей и молодёжи; комплексной разработке общенациональной программы развития плавания — от школьного бассейна до воспитания олимпийских чемпионов; популяризации плавания и здорового образа жизни среди широких слоев населения Украины; предупреждении несчастных случаев на воде.
В том же году Фонд выступил с инициативой создания «Клуба детского плавания» в виду увеличения несчастных случаев на воде среди детей. Идея клубов прижилась, в них бесплатно сезонно обучают детей плаванию. Стационарную школу плавания Денис смог открыть лишь во Львове, где были предоставлены для этого условия.
В 2012 г. клубы работали в 10 городах Украины, среди них Киев, Запорожье, Львов. В них было бесплатно обучено плаванию до 9 тысяч детей.
В Запорожье инициативу Силантьева поддержали благотворительный фонд «Патріот Запоріжжя» и Партия регионов.
Фонд также занимается социально-экологическим проектом «H2O» по очистке от загрязнения водных ресурсов Украины, пляжей и берегов рек от мусора.
В 2012 году в рамках подготовки Всемирного дня окружающей среды, Фонд организовал уборку общественного пляжа на Трухановом острове в Киеве.
Также деятельность Фонда направлена на помощь детям из детских домов и детям из малообеспеченных семей. Есть проекты для детей с ограниченными физическими возможностями.
«Почувствовать книгу» — проект для слепых детей. Это аудиокнига со стихами Лины Костенко которую озвучили известные представители современного украинского искусства — Владимир Горянский, Богдан Бенюк, Богдан Ступка, Ольга Сумская.
В сентябре 2012 года Фонд выступил организатором форума учителей физкультуры, который прошёл в Киеве.
Фонд выступил инициатором проведения 30 сентября 2012 г. в Киеве на Оболонской набережной Дня «Ч» (Дня Чемпионов) — акции по установлению мирового рекорда по массовой утренней зарядке.
Цель акции — популяризация здорового образа жизни, физической культуры и массового спорта на Украине.
Среди организаторов акции, кроме Денис Силантьев, как её инициатора — Анна Бессонова, Владислав Ващук, Владимир Горянский, Елена Шоптенко.

## Кандидат в народные депутаты Украины 2012
В 2012 году Д. Силантьев стал кандидатом в народные депутаты по 217 округу (Оболонь в Киеве), как независимый кандидат.
Вступил в полемику с Министром образования Украины Д. Табачником, критикуя отмену оценок по физкультуре в школах. По его мнению, украинская власть, таким образом просто хочет скрыть реальные данные по уровню физической подготовленности детей, вместо того, чтобы бить тревогу и спасать ситуацию.
В 2012 году баллотировался в депутаты Верховной рады Украины как самовыдвиженец по округу № 207. Доверенным лицом кандидата были О. Н. Гришина и Л. В. Маныч. Согласно налоговой декларации, поданной кандидатом в депутаты, Силантьев заработал в 2011 году около 17 тыс. грн. и при этом его семья выплатила около 1 млн грн. при погашении займа за имущество. В предвыборной программе, среди прочего, Денис обещал сделать бассейны, спортивные залы и площадки доступными для каждого. В Верховную раду Денис не прошёл, заняв четвёртое место.

## Народный депутат Украины VIII созыва
Стал народным депутатом Украины VIII созыва (2014) от Радикальной партии Олега Ляшко (№ 12 в списке партии).
В комитетах Верховной Рады Денис получил следующие обязанности:
- Заместитель председателя Комитета, председатель подкомитета по вопросам физической культуры и спорта Комитета Верховной Рады Украины по вопросам семьи, молодёжной политики, спорта и туризма
- Член межпарламентской комиссии по сотрудничеству Верховной Рады Украины и Национального Собрания Республики Беларусь
- Заместитель члена Украинской части Парламентского комитета ассоциации
- Руководитель группы по межпарламентским связям с Новой Зеландией
- Член групп по межпарламентским связям с Королевством Швеция, Канадой, Федеративной Республикой Германия, Французской Республикой, Государством Катар, Итальянской Республикой.

Является сопредседателем межфракционного депутатского объединения «Депутатский контроль» и председателем межфракционного депутатского объединения «Здоровая нация».
В марте 2016 года ряд украинских тренеров и спортсменов-пловцов, руководство Федерации плавания Украины обратились к председателю Верховной Рады Владимиру Гройсману и лидеру фракции Радикальной партии Олегу Ляшко с просьбой защитить их от действий Дениса Силантьева. Среди прочих претензий пловцы обвиняют Силантьева в попытке вернуть в бассейн «Юность» бывшего директора Олега Гатченко, уволенного полтора года назад.
1 ноября 2018 года были введены российские санкции против 322 граждан Украины, включая Дениса Силантьева.

## Семья
С будущей супругой Инной познакомился в 2001 году, поженилась пара в 2002 году. В семье воспитывается сын Инны Роман.
Денис является крестным отцом сына Яны Клочковой Александра.
Публичная персона
В 2013 году принял участие в телешоу Вышка телеканала 1+1 где дошёл до финала и занял 4-е место.

## Государственные награды
- Орден «За заслуги» ІІІ степени (10.09.1997), Указ Президента Украины Л. Кучмы[41]
- Орден «За заслуги» ІІ степени (06.10.2000), Указ Президента Украины Л. Кучмы[42]
- Почётная грамота Кабинета Министров Украины (27.11.2002), Постановление Кабинета Министров Украины (премьер-министр В. Ф. Янукович)[43]